# Dorcadion carinipenne
Dorcadion carinipenne är en skalbaggsart som beskrevs av Maurice Pic 1900. Dorcadion carinipenne ingår i släktet Dorcadion och familjen långhorningar. Inga underarter finns listade i Catalogue of Life.